# モリ・カザフ自治県
モリ・カザフ自治県（モリ-カザフ-じちけん）は、中華人民共和国新疆ウイグル自治区昌吉回族自治州に位置する自治県。カザフ族による県級の民族区域自治単位である。

## 行政区画
4鎮、6郷、1民族郷を管轄：
- 鎮：モリ鎮（モライ鎮、木塁鎮）、シジル鎮（シュジュル鎮、西吉爾鎮）、東城鎮、新戸鎮
- 郷：エギンブラク郷（英格堡郷）、ジョベイセン郷（照壁山郷）、ショリン郷（チョレン郷、雀仁郷）、バヤンフ郷（ベヤンヘ郷、白楊河郷）、ショクパルタス郷（チョクバルタシ郷、大石頭郷）、ボスタン郷（博斯坦郷）
- 民族郷：大南溝ウズベク族郷